# Тыргу-Окна
Ты́ргу-О́кна (рум. Târgu Ocna, Tîrgu Ocna) — город в Румынии, жудец Бакэу. Центр соледобычи Румынии, бальнеоклиматический курорт.

## География
Тыргу-Окна расположен в западной части румынской Молдавии, на берегах реки Тротуш, которая пересекает его с запада на восток. Высота центра города 263 метра над уровнем моря. Расположенный в низменности город с трёх сторон окружают горы: с севера отроги Карпат, с юга и запада — Тротушские горы; высота гор вокруг города не превышает тысячи метров. В окрестностях города располагается несколько небольших озёр, одно из которых, Бездонное (рум. Lacul fara fund), сформировалось только в 1986 году. Тыргу-Окна связан трассой DN11 с Бакэу и трассой DN12A с городом Аджуд (жудец Вранча). В городе также есть железнодорожная станция, через которую проходит ветка Аджуд—Чичеу.
Регион, где расположен Тыргу-Окна, богат полезными ископаемыми: минеральными солями (в том числе поваренной солью), нефтью и газом; последние залегают в пластах кливских песчаников. Геологическая структура региона состоит из карпатских неогеновых (плиоценовых и миоценовых) отложений. Основные породы: мергель (местами с прослойками гипса), песчаник, конгломерат, глины. Месторождения солей расположены как в толще песчаников, так и в мергелевых породах.

### Климат
Тыргу-Окна отличает относительно мягкий климат, с тёплыми зимами (средняя температура зимой -1,3° по Цельсию), прохладным летом (средняя температура 19,7°) и долгой тёплой и солнечной осенью. Средняя годовая температура — 9,3° Цельсия, основные колебания среднегодовой температуры  от 8,1 до 10,1 градуса. Самый жаркий месяц в году — июль; 5 июля 1916 года зафиксирован абсолютный рекорд температур для региона, 40,8° Цельсия. Самым холодным днём в истории города было 25 января 1942 года, когда температура упала до -29,6°. Господствующие ветры — западные и юго-западные.
Среднегодовая норма осадков в городе 654 миллиметра, максимальное количество осадков — 970 миллиметров — было зафиксировано в 1912 году, а в 1977 году был самый засушливый сезон, когда осадков не было 246 дней. Летние дожди сопровождаются грозами и штормовым ветром. Количество снежных дней за зиму превышает тридцать. Самый поздний снегопад пришёлся на 10 мая 1909 года.

### Флора и фауна
Леса занимают около трети земель вокруг Тыргу-Окна. Больше половины земель распахано под сельскохозяйственные культуры или занято лугами и пастбищами. В юго-западной части города преобладают ельники, в других местах лес преимущественно лиственный, распространённые виды: бук, граб, дуб, берёза, ольха, встречается акация. Из кустарников распространены шиповник, тёрн, облепиха, боярышник. Встречаются редкие для Карпат виды растений: спирея японская, Saxifraga cymbalaria, Rubus purpuratus.
Животный мир представлен рысями, лисами, дикими свиньями, оленями, белками. Из птиц распространены голуби, дятлы, встречаются ястреб, сова. Вблизи от Тыргу-Окна расположены несколько заповедников, в частности, Немирский горный заповедник и дендрологический парк Хагьяк.

## История
Раскопки в районе Тыргу-Окна позволили обнаружить остатки неолитических поселений. Жители этих поселений были земледельцами и скотоводами. Уже в это время, повидимому, в регионе началась добыча соли.
Древнейшие исторические упоминания о поселениях на месте современного Тыргу-Окна относятся к началу XV века: в 1410 году господарь Александр Добрый посетил село Стоенешти (позже переименованное в Окна). В дальнейшей истории населённого пункта можно выделить три этапа: село (до 1709 года), ярмарка (с 1709 до 1774 года) и город (с 1774 года до нашего времени).
На протяжении веков Окна был центром румынской соледобычи. В окрестностях города были обнаружены также нефть и минеральные источники. Исторические сведения о местных ярмарках сохранились в записях шведского путешественника Вейсмантеля, относящихся к 1713 и 1714 годам. Окна официально получил статус ярмарочного города в период правления Константина Раковицэ, о чём свидетельствует более поздний документ, датированный 1759 годом. В это время в городе размещается два монастыря, две церкви и десятки лавок. В середине XVIII века Окна оспаривал первенство в регионе у другого поселения, Тротуша. В этот период он активно расширяется, поглощая окрестные деревни. Жители города, в середине XIX века одного из крупнейших в Молдавии, приняли участие в революции 1848 года. В 1876 году в Окна скончался один из деятелей революции, писатель Костаке Негри.
В ходе Первой мировой войны город, находившийся на пути наступающих германских войск, подвергся массированному артобстрелу и был практически разрушен. Имена героических защитников города, павших в боях, увековечиваются в названиях его улиц начиная с 1919 года.
Среди известных жителей города — писатели Габриэла Адамештяну, Василе Александри, Ион Грамада, Костаке Негри, Константин Негруцци.

## Население и администрация
В середине 2007 года в Тыргу-Окна проживали около 13 тысяч человек, что составляет рост в 32% с о времени переписи населения в январе 1948 года.
17 членов городского совета, избранные в 2012 году, представляют четыре политические партии. Шире всего, семью членами совета, представлена Социал-демократическая партия. Мэр города с июня 2012 года — Штефан Шилоки.

## Курорт
С 1894 года Тыргу-Окна обладает статусом бальнеоклиматического курорта. Спустя 108 лет, в 2002 году, курорт в Тыргу-Окна был признан представляющим национальный интерес и была разработана программа регионального развития и инвестиций.
Курорт использует такие природные возможности, как минеральные источники (в том числе серные) и спелеотерапевтический комплекс, расположенный в выработанной соляной копи на глубине 240 метров. Лечение на курорте рекомендовано пациентам, страдающим от желудочных и респираторных заболеваний. Спелеолечебница характеризуется постоянным микроклиматом с температурами 12-13 градусов Цельсия и влажностью воздуха 60-80 процентов и чистым от аллергенов воздухом. Показания к приёму минеральных вод из местных источников: энтероколит, дискинезия желчевыводящих путей (источник №1), ревматизм, костно-суставные травмы, хронические гинекологические заболевания, респираторные заболевания (источники №2—7, только внешнее применение).

## Достопримечательности
- Мемориал героев войны (1916—1919) был построен на деньги, собранные по подписке, архитектором Константином Чоголя. Монумент представляет собой трёхэтажное здание, на верхние этажи которого ведёт винтовая лестница. На первом этаже расположена могила Неизвестного солдата. Могилу осеняют знамёна 15-го пехотного и 4-го артиллерийского полков, принявших на себя основную тяжесть удара, когда в августе 1917 года возникла угроза прорыва фронта немецкими и австро-венгерскими войсками. До Второй мировой войны перед мемориалом постоянно несли почётный караул солдаты румынской армии. После Второй мировой до 1972 года мемориал был заброшен, но затем реставрирован в ходе двухлетних работ[9].
- Православный монастырь Магура-Окней впервые упомянут в письменном источнике в 1665 году, но предполагается, что он существовал уже во времена Александра Доброго. При монастыре последовательно были построены три церкви: Воскресения (существовала в 1757 году), святого Георгия и Благовещения (построена в 1803 году). При коммунистических властях, в 1964 году, монастырь был упразднён, а церковь Благовещения разрушена. В 1989 году, после падения Чаушеску, монастырь был восстановлен, а в следующем году началось строительство новой церкви Воскресения[10].
- Православная Благовещенская церковь, памятник позднего румынского барокко, была построена в конце XVII века и перестроена в 1763 году. Колокола церкви отлиты на горе Афон. В церкви расположена могила писателя Костаке Негри[10].